# 1377

سنة 1377 كانت سنة بسيطة تبدأ يوم الخميس حسب التقويم اليولياني.

## أحداث
- تأسيس مدينة مشتشونوف وتقع حاليا في بولندا.

## مواليد
- شاه رخ بن تيمورلنك
- فيليبو برونليسكي

## وفيات
- إدوارد الثالث ملك إنجلترا
- الرحال المغربي ابن بطوطة